# Rososzany
Rososzany (ukr. Росошани) – wieś na Ukrainie, w obwodzie czerniowieckim, w rejonie dniestrzańskim, w hromadzie Kielmieńce. W 2001 liczyła 2125 mieszkańców, spośród których 2067 wskazało jako ojczysty język ukraiński, 24 rosyjski, a 34 mołdawski.